# Fortin militaire
Pour les articles homonymes, voir Fortin.

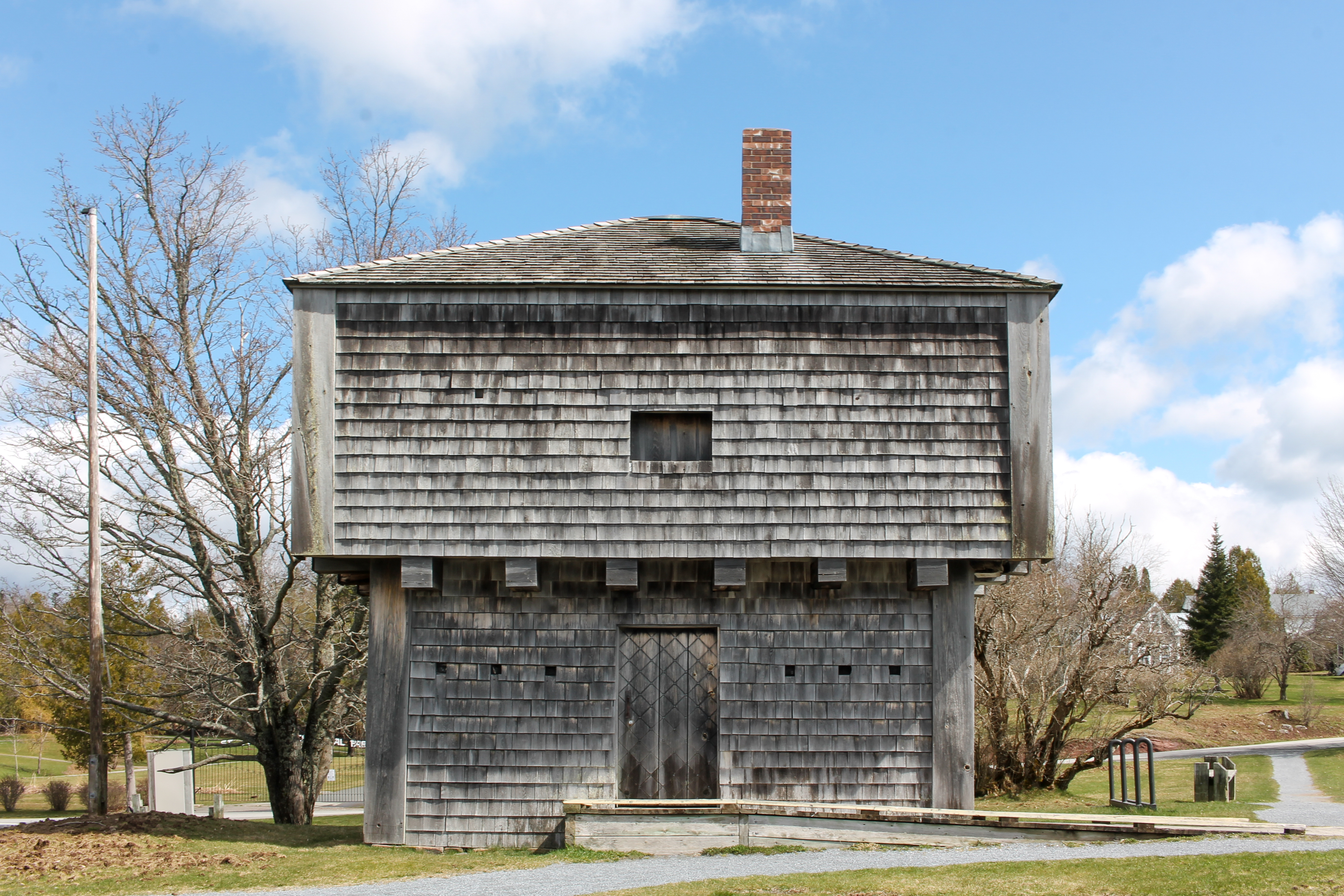
Un fortin à Saint-Andrews, au Canada.

Un fortin militaire est une sorte de petit fort, d'une taille juste suffisante pour abriter quelques hommes, construit en un point stratégique.
De nos jours, les casemates ont le même rôle que les fortins. Elles s'en différencient en ce qu'elles sont enterrées et qu'elles sont peu vulnérables à l'artillerie lourde.

## Histoire

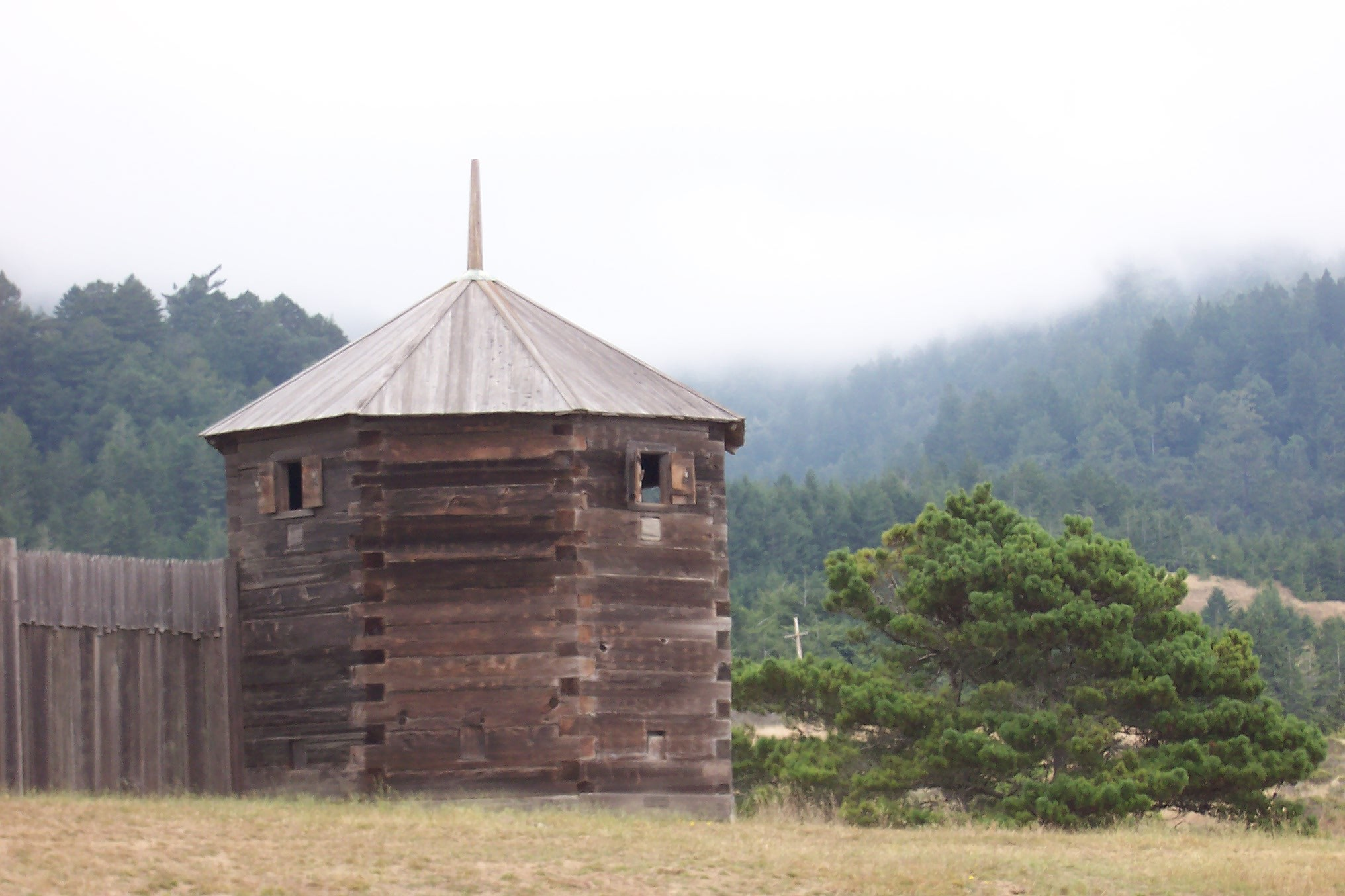
Un ancien fortin en Californie, aux États-Unis.

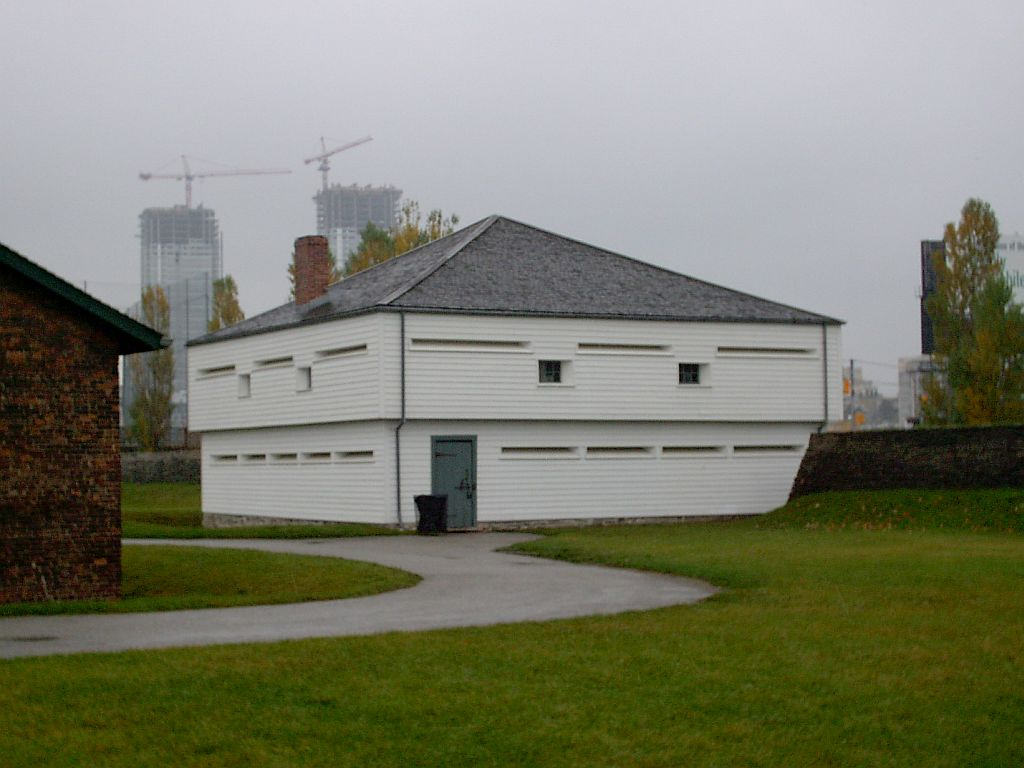
Un fortin à Fort York, au Canada.

Les Anglais auraient été les premiers concepteurs des fortins. En effet, c'est en 1398 que fut construit le premier fortin britannique à Norwich en Angleterre. Ils ont connu un essor important entre 1539 et 1545 sous Henri VIII d'Angleterre servant à protéger les côtes des navires ennemis.
Au Moyen Âge, les fortins étaient constitués d'une tour en pierre et d'un bastion. Le dernier fortin de ce type fut construit en 1651 à Tresco.

### Guerres mondiales
De nombreux fortins ont été construits et utilisés durant la Première  Guerre mondiale, notamment sur le Front de l'Est.
Des fortins ont été construits en masse lors de la Seconde Guerre mondiale, en particulier comme composants de la ligne Maginot et de la ligne Siegfried.

## Fabrication
Les fortins sont de nos jours construits en béton armé. Ils servent la plupart du temps à dissimuler des mitrailleuses lourdes mais également des canons antichars et des tireurs embusqués. Un fortin peut généralement accueillir une dizaine de soldats.